# Франц Штатц
Франц Антон Губерт Штатц (нім. Franz Anton Hubert Statz; 1 грудня 1848, Кельн — 17 червня 1930, там само) — німецький архітектор та майстер -будівельник у Лінці на Дунаї .

## Біографія
Бувши сином кельнського архітектора Вінченца Штатца, Франц Штатц спочатку приєднався до його майстерні, коли закінчив школу. Потім він продовжив вивчати архітектуру в Берліні і кілька років працював у місцевій будівельній адміністрації. Аж до ранньої смерті старшого брата Жана (1846—1887) він також працював викладачем у Берлінській академії архітектури, але потім повернувся до майстерні свого батька в Кельні, яку він очолив близько 1889/90. У Кельні Штатц працював своїм батьком єпархіальним майстром -будівельником до 1901 року, а потім зайняв посаду головного будівельника собору в Лінці до 1909 року як його другий наступник.
Архієпархіальний будівельний радник Франц Штатц міг би похвалитися великим доробком, особливо в Рейнській області.
Він був одружений з Луїзою Штатц, дівоче ім'я Біґґе, і мав з нею кількох дітей, у тому числі урядового радника прусського уряду та окружного адміністратора Карла Штаца . Могила подружжя знаходиться на кладовищі Мелатен у Кельні.

## Архітектурна спадщина
- 1887: Церква св. Михайла в Дормагені ;
- 1889 рік: 2 місце у конкурсі на проект церкви Найсвятішого Серця Ісуса на площі Цюльпіхер у Старому місті Кельна (спільний проект з Вінченцем Штацом) — не реалізовано;
- 1895—1898 рр .: Костел Матері Божої Неустанної Помочі та монастир кармеліток босих у Львові ;
- 1896—1898: Церква св. Михайла в Буйрі ;
- 1896—1898: Церква св. Михайла в Ехтці ;
- 1898: св. Петра і Павла в Гревенброху ;
- 1898—1900: Церква св. Альбана і Леонгарда у Мангеймі ;
- 1906—1907: Церква св. Петра і Павла в Кляйнбюллесхаймі ;
- 1906—1909: Церква св. Миколая в Кельні-Зюльці ;
- 1906: Церква св. Сервація в Кельні-Остхаймі ;
- 1909—1924: Лінцький собор ;
- 1913: Церква св. Йосифа в Кельні-Еренфельді (реконструкція храму, спроектованого в 1872 році його батьком).